# كلود سيمونز جونيور
كلود سيمونز جونيور (بالإنجليزية: Claude Simons, Jr.)‏ هو لاعب كرة قدم أمريكية أمريكي، ولد في 16 يناير 1914 في نيو أورلينز في الولايات المتحدة، وتوفي في 5 يناير 1975 في واشنطن العاصمة في الولايات المتحدة.

## وصلات خارجية
- كلود سيمونز جونيور على موقع كلية كرة السلة في سبورتس رفرنس.كوم (الإنجليزية)